# Naxa cypraria
Naxa cypraria là một loài bướm đêm trong họ Geometridae.